# 262 km (obwód pskowski)
262 km (ros. 262 км) – przystanek kolejowy w pobliżu miejscowości Czerniakowicy, w rejonie pskowskim, w obwodzie pskowskim, w Rosji. Położony jest na linii dawnej Kolei Warszawsko-Petersburskiej.